# Anne Grey
Anne Grey, baronessa Hussey, född 1490, död 1545, var en engelsk hovfunktionär. 
Hon var dotter till George Grey, 2:e earl av Kent och Catherine Herbert, och gifte sig 1509 med John Hussey, 1:e baron Hussey av Sleaford. 
Hon och hennes make anställdes båda i personalen hos prinsessan Maria. Hon tillhörde oppositionen till Henrik VIII:s skilsmässa från Katarina av Aragonien. När Maria förklarades illegitim 1533 fortsatte hon öppet titulera Maria som prinsessa. Hon avskedades i juni 1534 och fängslades i Towern. Hon förklarade att hon endast agerat av gammal vana och blev så småningom frisläppt. 
Hennes make åtalades och avrättades 1536 för sitt deltagande i Pilgrimage of Grace, varpå hans egendom konfiskerades från hans änka och barn.